# Andreas Mühlenberend
Andreas Mühlenberend (* 1967 in Bremen) ist ein deutscher Industriedesigner und Professor an der Bauhaus-Universität.

## Leben und Leistungen
Nach seinem Industriedesignstudium an der Kunsthochschule Kassel gründete Andreas Mühlenberend 1998 das Designbüro Resolutdesign. Von 2002 bis 2009 hatte er eine Vertragsprofessur an der Freien Universität Bozen inne und von 2009 bis 2014 war er Professor für Industriedesign an der Hochschule Magdeburg-Stendal. Seit 2014 ist Andreas Mühlenberend Professor für Industriedesign an der Bauhaus-Universität Weimar.

## Produktdesign
Mühlenberend gestaltete weltweit erstmals seriell gefertigte Prothesenkniegelenke unter Designgesichtspunkten. Sein 2005 gestaltetes Kniegelenk „3R60“ wird von Otto Bock HealthCare gefertigt. Ebenfalls in Zusammenarbeit mit Otto Bock HealthCare erarbeitete Mühlenberend verschiedene Produktlösungen in der Orthetik. Produkte wie die Rückenbandage Lumbotristep oder die Knieorthesen Genu Arexa und Genu Arthro haben zum Ziel, die Autoadaptivität von Orthesen am menschlichen Körper zu etablieren. Vor dem Hintergrund der zwei prinzipiellen Bauweisen von Prothesen (Rohrskelett und Schalenbauweise) stellte Mühlenberend im Jahr 1996 erstmals die Designstudie für eine Unterschenkelprothese in exoskeletaler Rahmenbauweise vor.
2019 entwickelt er mit dem Unternehmen Saphenus Medical Technology die fühlende Prothese „Suralis“. Suralis ist das weltweit erste Prothesensystem, das dem Prothesenträger ermöglicht, seinen verlorenen Fuß wieder authentisch zu spüren. Suralis wurde entwickelt, um Phantom- und Neuromschmerzen von Amputierten zu verringern oder zu beenden.

## Preise und Auszeichnungen
- Designpreis Neunkirchen 1996
- Red Dot Design Award 2005
- Nominiert für den Designpreis der Bundesrepublik Deutschland 2006
- Red Dot Design Award 2007
- Red Dot Design Award 2007, best of the best
- Red Dot Design Award 2008
- Sächsischer Staatspreis für Design 2008
- Designpreis der Bundesrepublik Deutschland 2008
- Good Design Award 2008, U.S.A.
- Designpreis der Bundesrepublik Deutschland 2009
- Nominiert für den Sächsischen Staatspreis für Design 2009
- Good Design Award 2009, U.S.A.
- IF design award 2010
- Red Dot Design Award 2010
- Good Design Award 2011, U.S.A.
- IF design award 2012
- Good Design Award 2011, U.S.A.
- Red Dot Design Award 2013